# Thai Oil Public Company Limited
Thai Oil Public Company Limited ou Thai Oil (em thai: ไทยออยล์) é uma companhia petrolífera estatal da Tailândia.

## História
A companhia foi estabelecida em 1961.